# Adela Noriega
Adela Noriega, właściwie Adela Amalia Noriega Méndez (ur. 24 października 1969 w Meksyku) – meksykańska aktorka.
Znana w Polsce głównie z udziału w telenowelach m.in. Maria Izabela, Cristina, Wiosenna namiętność i Prawdziwa miłość.

## Życiorys
Jej ojciec zmarł, gdy była małym dzieckiem. Ma starszą siostrę Reinę (ur. 1967) i młodszego brata Alejandro. Została odkryta mając 12 lat, kiedy była w centrum handlowym z matką. Zaczynała jako modelka w reklamach. Karierę aktorską rozpoczęła w wieku 15 lat rolą w serialu Juana Iris. Występowała w programie „Chacun Chacun”. Brała udział w teledysku Lucii Mendez „Corazon De fresa”. W 1987 zagrała w serialach Yesenia i Quinceanera. W USA zagrała w Guadalupe. W 1995 wyjechała do Kolumbii, pracując nad telenowelą María Bonita. W 1997 wróciła do Meksyku.

## Filmografia

### Filmy fabularne
- 1988: Jedna sobota więcej (Un Sábado más) jako Lucía
- 1986: Kochankowie władcy nocy (Los Amantes del señor de la noche)

### Telenowele
- 2008: Ogień we krwi (Fuego en la sangre) jako Sofia Elizondo Acevedo
- 2005: Niepokalana (La esposa virgen) jako Virginia Alfaro
- 2003: Prawdziwa miłość (Amor real) jako Matilde Peñalver y Beristáin
- 2001: Wiosenna namiętność (El manantial) jako Alfonsina Valdez Rivero
- 1998: Cristina (El privilegio de amar) jako Cristina Miranda
- 1997: Maria Izabela (María Isabel) jako María Isabel
- 1995: María Bonita jako Maria Reynoso
- 1993: Guadalupe jako Guadalupe
- 1989: Dulce desafío jako Lucero Sandoval
- 1987: Quinceañera jako Maricruz
- 1987: Yesenia jako Yesenia
- 1985: Juana Iris jako Romina
- 1984: Principessa jako Alina